# Лутроски манастир
Лутроският манастир „Света Неделя“ (на гръцки: Ιερά Μονή Αγίας Κυριακής) е женски манастир в Република Гърция, част от дем Александрия (Гида) на област Централна Македония. Манастирът е под управлението на Берската, Негушка и Камбанийска епархия.
Манастирът е разположен край Лутрос, на 20 километра от Бер. Основан е в 1961 година на място, на което е открита чудотворна икона на Света Неделя. Според легендата в XVI век Света Неделя Нова, сестра на Дионисий Олимпийски е аскет в близкия манастир „Свети Йоан Предтеча“. В 1914 година на мястото е построен малък параклис.